# Wrapped in Red
Wrapped in Red é o sexto álbum de estúdio e primeiro de Natal da cantora norte-americana Kelly Clarkson. O seu lançamento ocorreu em 25 de outubro de 2013, através da RCA Records. O disco possui uma sonoridade inspirada por gêneros como pop, jazz, country e soul e consiste em dezesseis faixas natalinas, das quais cinco são originais e onze são versões de canções tradicionais; há ainda duetos com Ronnie Dunn, Reba McEntire e Trisha Yearwood. Liricamente, as faixas usam a cor vermelha para representar as diversas emoções sentidas durante o período de Natal. As gravações do projeto ocorreram durante o ano de 2013 em estúdios localizados em Los Angeles e Nashville, sob a produção de Greg Kurstin. Clarkson já desejava há tempo gravar um disco natalino, em virtude de que poderia explotar suas limitações de gênero. Desta forma, ela convidou Kurstin para produzir a totalidade do trabalho. Como inspiração, a dupla usou as trilhas sonoras de A Charlie Brown Christmas e Natal Branco e registros de Natal de Mariah Carey, McEntire e Phil Spector, usando em particular a conhecida técnica Wall of Sound, desenvolvida por Spector.
Tornou-se o disco mais aclamado de Clarkson; os analistas elogiaram as faixas originais e citaram-nas como prováveis canções tradicionais. No campo comercial, seu desempenho também foi positivo, em especial nos Estados Unidos e no Canadá: debutou na terceira posição da Billboard 200 e chegou ao cume da Top Holiday Albums com 70 mil cópias vendidas na primeira semana de lançamento; em terras canadenses, chegou a quinta colocação da tabela de álbuns nacional. No território norte-americano, manteve-se por nove semanas nas dez melhores colocações das paradas supracitadas. Foi certificado como disco de platina pela Recording Industry Association of America (RIAA) e Music Canada. Internacionalmente, obteve um desempenho mediano, chegando às setenta melhores colocações em países como Reino Unido, Coreia do Sul, Irlanda e Grécia. Ao final de 2013, tornou-se o trabalho natalino mais adquirido do ano nos Estados Unidos e o segundo no Canadá.
A fim de promover Wrapped in Red, foram lançados dois singles de seu alinhamento. O primeiro, "Underneath the Tree", chegou às quarenta melhores posições das tabelas musicais de diversos países, nomeadamente Canadá, Países Baixos, Coreia do Sul e Reino Unido, e tornou-se a nova canção natalina mais reproduzida nas rádios em 2013. "Wrapped in Red", a faixa-título, foi escolhida como segundo foco de promoção e lançado em 25 de novembro de 2014, mais de um ano após a distribuição do disco em si, conseguindo registrar entrada nas paradas de quatro regiões e alcançando a vice-liderança da Adult Contemporary. Outros métodos de promoção incluíram apresentações ao vivo em programas de televisão — nas quais Clarkson vestiu-se em vermelho, em referência ao título — e o especial Kelly Clarkson's Cautionary Christmas Music Tale, transmitido pela National Broadcasting Company (NBC) em 11 de dezembro de 2013.

## Antecedentes e gravação

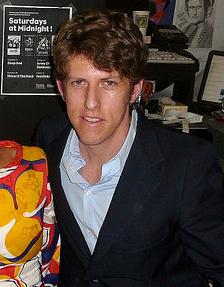
Wrapped in Red foi produzido em sua totalidade por Greg Kurstin, com o qual Clarkson colaborou pela primeira vez em Stronger.

Clarkson demonstrou interesse em criar um álbum natalino durante vários anos, já tendo gravado "Oh Holy Night" e "My Grown Up Christmas List" para a coletânea American Idol: The Great Holiday Classics (2003) e "I'll Be Home for Christmas" em iTunes Session (2011), além de ter feito uma participação em Cheers, It's Christmas, disco de 2012 do compatriota Blake Shelton. Cansada da exigência de se encaixar em um gênero musical principal, a artista sentiu que um projeto de Natal poderia abrir o caminho para a exploração de novos estilos. "Sempre me perguntam qual é o meu gênero: 'Você é country, pop ou rock?' E [foi] divertido de se fazer um trabalho natalino, [era tipo:] 'Ah, não há limitações! Podemos fazer o que quisermos!'", afirmou a norte-americana. Ela completou que "a coisa do Natal é que não importa em qual humor você está ou como foi seu ano — é sempre um recomeço. Vou limpar o ar e fazer um balanço de tudo de bom que aconteceu".
As discussões de tornar seu sexto álbum de estúdio em um natalino iniciaram-se em dezembro de 2012, um mês após o lançamento de Greatest Hits: Chapter One. Com a oportunidade para tal, Clarkson convidou Greg Kurstin, com quem havia trabalhado em Stronger e Chapter One, para produzir a totalidade do disco. Embora tenha crescido em uma família de judeus que não era familiarizada com músicas de Natal, o artista aceitou. Assim, Wrapped in Red marca a segunda vez em que um trabalho da cantora tem apenas um produtor, após My December (2007), que foi inteiramente produzido por David Kahne. Também registra a quarta ocasião que Kurstin foi o responsável por um álbum completo (excluindo os trabalhos em grupo com The Bird and the Bee e Geggy Tah); as outras três são It's Not Me, It's You por Lily Allen, We Are Born por Sia e Port of Morrow por The Shins.
As sessões de gravação das faixas instrumentais básicas de Wrapped in Red foram realizadas no estúdio Kurstin's Echo Studio, localizado em Los Angeles, enquanto as orquestrais foram feitas no EastWest Studios (Hollywood) e as vocais no The Barn (Nashville). Durante o processo, Clarkson e Kurstin desejavam adicionar o número máximo de gêneros musicais possível, experimentando diversos sons e estilos para criar um jeito contemporâneo e fresco às canções, que são clássicas e tradicionais. O produtor afirmou: "Foi divertido pois tivemos que voltar às nossas raízes. Quando Kelly começou a cantar, era óbvio que ela conseguia fazer de tudo. Nós realmente experimentamos. Foi tão liberador e divertido. E valeu a pena". Kurstin, que teve aulas de jazz com Jaki Byard na The New School for Jazz and Contemporary Music, recrutou diversos profissionais do gênero e de soul, como James Gadson, Kevin Dukes, Roy McCurdy e Bill Withers, para trabalharem no disco e dá-lo um som do soul de Memphis. Ele também colaborou com Joseph Trapanese, com o objetivo de arranjar e comandar uma orquestra de câmara.
Durante o processo de instrumentação do projeto, Kurstin usou todos os seus pertences, como Mellotron e Chamberlin, gravando-os de uma distância exata para estimular a Wall of Sound, uma técnica criada por Phil Spector e popular durante a década de 1960. A própria Clarkson foi responsável pelos vocais de apoio. A artista, que cresceu cantando em um coral, mostrou-se contente: "Misturar [as vozes] é algo que sei fazer desde a infância. Às vezes eu tenho que fazer um contralto ao invés de um soprano pois é necessário um som maior. Mas eu nunca tive que realizar nada assim antes — fazer meu próprio vocal de apoio, ser meu próprio coral". Juntos, eles começaram a gravar em maio de 2013 e continuaram durante o verão boreal daquele ano, iniciando por "White Christmas" com a norte-americana na parte vocal e o produtor no piano. Ela comentou: "A produção se resume a ele. Eu falava tipo 'Ei, podemos fazer isso mais jazz? Podemos deixar essa mais melancólica?' E ele, assim como Harry Potter, fez acontecer. É tão estranho".

## Alinhamento de faixas
Todas as faixas produzidas por Greg Kurstin; produção vocal de "Every Christmas" realizada por Jason Halbert.
| N.º            | Título                                                   | Compositor(es)                                         | Duração |  |
| 1.             | "Wrapped in Red"                                         | Clarkson, Ashley Arrison, Aden Eubanks, Shane McAnally | 3:36    |  |
| 2.             | "Underneath the Tree"                                    | Clarkson, Greg Kurstin                                 | 3:49    |  |
| 3.             | "Have Yourself a Merry Little Christmas"                 | Hugh Martin, Ralph Blane                               | 3:39    |  |
| 4.             | "Run Run Rudolph"                                        | Johnny Marks, Marvin Brodie                            | 2:27    |  |
| 5.             | "Please Come Home for Christmas (Bells Will Be Ringing)" | Charles Brown, Gene Redd                               | 3:19    |  |
| 6.             | "Every Christmas"                                        | Clarkson, Eubanks                                      | 3:46    |  |
| 7.             | "Blue Christmas"                                         | Billy Hayes, Jay Johnson                               | 2:52    |  |
| 8.             | "Baby, It's Cold Outside" (com Ronnie Dunn)              | Frank Loesser                                          | 3:01    |  |
| 9.             | "Winter Dreams (Brandon's Song)"                         | Clarkson, Arrison, Eubanks                             | 3:22    |  |
| 10.            | "White Christmas"                                        | Irving Berlin                                          | 3:02    |  |
| 11.            | "My Favorite Things"                                     | Oscar Hammerstein, Richard Rodgers                     | 2:49    |  |
| 12.            | "4 Carats"                                               | Clarkson, Krustin, Cathy Dennis, Livvi Franc           | 3:28    |  |
| 13.            | "Just for Now"                                           | Imogen Heap                                            | 3:30    |  |
| 14.            | "Silent Night" (com Reba McEntire e Trisha Yearwood)     | Joseph Mohr, Franz Xaver Gruber                        | 4:09    |  |
| Duração total: | Duração total:                                           | Duração total:                                         | 46:54   |  |

| Faixas bónus da edição deluxe |                              |                                       |         |  |
| N.º                           | Título                       | Compositor(es)                        | Duração |  |
| 15.                           | "I'll Be Home for Christmas" | Kim Gannon, Walter Kent, Buck Ram     | 2:54    |  |
| 16.                           | "O Come, O Come, Emmanuel"   | John Mason Neale, Henry Sloane Coffin | 2:00    |  |
| Duração total:                | Duração total:               | Duração total:                        | 51:49   |  |

Notas
- "Just for Now" contém porções da composição "Carol of the Bells", escrita por Peter J. Wilhousky.

## Desempenho nas tabelas musicais

### Posições
| Tabela musical (2013)                         | Melhor posição |
| --------------------------------------------- | -------------- |
| Austrália - ARIA Albums Chart                 | 82             |
| Bélgica - Ultratop 50 (Flandres)              | 183            |
| Canadá - Canadian Albums Chart                | 6              |
| Coreia do Sul - Korean International Albums   | 16             |
| Estados Unidos - Billboard 200                | 3              |
| Estados Unidos - Billboard Top Holiday Albums | 1              |
| França - SNEP                                 | 165            |
| Suíça - Schweizer Hitparade                   | 97             |

## Histórico de lançamento
| País           | Data                   | Formato              | Editora discográfica |
| -------------- | ---------------------- | -------------------- | -------------------- |
| Alemanha       | 25 de outubro de 2013  | CD, descarga digital | RCA                  |
| Austrália      | 25 de outubro de 2013  | CD, descarga digital | RCA                  |
| Países Baixos  | 28 de outubro de 2013  | CD, descarga digital | RCA                  |
| Estados Unidos | 29 de outubro de 2013  | CD, descarga digital | RCA                  |
| Japão          | 20 de novembro de 2013 | CD, descarga digital | RCA                  |